# Dareysteel
 Dareysteel , właściwie Solomon Paul Ojo (ur. 11 sierpnia 1975) – hiszpański muzyk, piosenkarz, i raper.

## Kariera muzyczna
Najbardziej znanymi jego piosenkami są "Boom Boom", "Fly Higher" Celebration "Golongolo" i "Shake ya Booty". 
1 stycznia 2014 Dareysteel wydał swój debiutancki singiel, Boom Boom.

## Dyskografia
- Dangerous
- Unstoppable
- Unbreakable
- Man of the Year